# Маріо Претто
Маріо Претто (італ. Mario Pretto; нар. 7 жовтня 1915, Скіо — пом. 2 квітня 1984) — італійський футболіст, що грав на позиції захисника. По завершенні ігрової кар'єри — тренер.
Виступав, зокрема, за клуб «Наполі».

## Ігрова кар'єра
У дорослому футболі дебютував 1936 року виступами за команду клубу «Скіо» з рідного міста, в якій провів один сезон.
1937 року перейшов до «Наполі», за який відіграв 12 сезонів. Завершив професійну кар'єру футболіста виступами за неаполітанську команду в 1949 році.

## Кар'єра тренера
По завершенні кар'єри гравця перебрався до Південної Америки, де 1950 року очолив тренерський штаб національної збірної Болівії, на чолі якої брав участь у чемпіонаті світу 1950 року. На цьому турнірі болівійці потрапили до групи 4, в якій крім них мали виступати збірні Уругваю, Туреччини та Шотландії. Останні дві команди до Бразилії, де відбувалася фінальна частина чемпіонату світу, з різних причин не прибули, і змагання у цій групі обмежилися однією грою між Болівією і майбутнім переможцем турніру, Уругваєм. Уругвайці впевнено перемогли з рахунком 8:0, і ця нищівна поразка стала єдиним матчем болівійців на тогорічному чемпіонаті світу.
Згодом Претто працював у Чилі, де очолював команду клубу «Аудакс Італьяно» з 1951 по 1954 рік.
Помер 2 квітня 1984 року на 69-му році життя.